# Івановиці-Дуже
Івановиці-Дуже (пол. Iwanowice Duże) — село в Польщі, у гміні Опатув Клобуцького повіту Сілезького воєводства.
Населення — 964 особи (2011).
У 1975-1998 роках село належало до Ченстоховського воєводства.

## Демографія
Демографічна структура станом на 31 березня 2011 року:
|          | Загалом | Допрацездатний вік | Працездатний вік | Постпрацездатний вік |
| -------- | ------- | ------------------ | ---------------- | -------------------- |
| Чоловіки | 488     | 102                | 323              | 63                   |
| Жінки    | 476     | 85                 | 273              | 118                  |
| Разом    | 964     | 187                | 596              | 181                  |